# Pepe (film, 1960)
Pour les articles homonymes, voir Pepe.
Ne doit pas être confondu avec Pepe (film, 2024).
Pour plus de détails, voir Fiche technique et Distribution.
Pépé ou Pepe est un film musical américano-mexicain de George Sidney sorti en 1960.
Le cheval bien-aimé du jeune Mexicain Pepe est vendu au réalisateur hollywoodien Ted Holt, ce qui conduit Pepe à voyager à Hollywood pour récupérer le cheval. Il rencontre des stars travaillant à Hollywood à l'époque : Frank Sinatra, Jack Lemmon, Bing Crosby, etc.

## Synopsis
Au Mexique, Pepe est contremaître au ranch de Sr. Rodriguez. La fierté et la joie de Pepe sont Don Juan, un magnifique étalon blanc qu'il a élevé depuis qu'il est poulain pour Sr. Rodriguez et qu'il appelle son "fils". Alors que Sr. Rodriguez a décidé de vendre Don Juan aux enchères, Pepe met en place un plan pour dissuader tout acheteur intéressé afin qu'il puisse acheter lui-même Don Juan. Le plan ne fonctionne pas, car Don Juan est vendu au réalisateur hollywoodien délabré Ted Holt - son statut actuel à Hollywood en raison d'une surconsommation d'alcool - qui veut utiliser Don Juan pour son projet de tourner au Mexique avec une distribution entièrement mexicaine à l'exception d'un rôle féminin américain. Pepe décide de se rendre à Hollywood et de gagner beaucoup d'argent pour pouvoir acheter Don Juan et le ramener au Mexique. À Hollywood, Pepe s'attire une mésaventure après l'autre avec une cavalcade de stars de cinéma hollywoodiennes, ces mésaventures basées en grande partie sur la compréhension limitée de Pepe de la langue anglaise, il prend souvent ce qu'on lui dit dans leur sens littéral. Pepe finit par localiser Holt, qui engage Pepe "gratuitement" pour s'occuper de Don Juan. Pepe rencontre également Suzie Murphy, une serveuse et interprète de café, qui pense qu'Hollywood a ruiné la vie de ses parents, eux qui ont travaillé dur mais sont restés au plus bas de la chaîne alimentaire du studio pendant toute leur carrière. En tant que telle, elle est une jeune femme en colère avec un extérieur dur, qui n'a aucune envie de faire du cinéma. Bien que Holt se rende compte que l'extérieur de Suzie n'est qu'une façade, il finit par l'embaucher comme chef de file du film, qu'il est capable de faire décoller grâce à un accord conclu avec Edward G. Robinson. Alors que Pepe doit se rendre à Las Vegas et retourner au Mexique pour le tournage, Pepe tombe amoureux de Suzie, l'affection qu'il croit lentement lui revenir. Mais Holt pourrait finalement entraver les rêves de Pepe avec Suzie, et peut-être sa réunion permanente avec Don Juan.

## Fiche technique
- Titre : Pépé
- Titre original : Pepe
- Réalisation : George Sidney, assisté de Walter Hill
- Scénario : Claude Binyon et Dorothy Kingsley d'après une histoire de Sonya Levien et Leonard Spigelgass et d'après la pièce Broadway Zauber aka Broadway Magic de Michael Stewart (en)
- Photographie : Joseph MacDonald
- Chorégraphie : Eugene Loring et Alex Romero
- Décors : Ted Haworth
- Costumes : Edith Head
- Montage : Al Clark et Viola Lawrence
- Musique : Johnny Green
- Chansons : Johnny Green, Agustín Lara, André Previn et Hans Wittstatt
- Production : Jacques Gelman et George Sidney
- Société de production : Columbia Pictures et Posa Films
- Sociétés de distribution :
- Pays de production :  États-Unis et  Mexique
- Langues originales : anglais
- Format : couleur - Son : 4-Track Stereo
- Budget : 9 600 000 dollars
- Genre : Comédie musicale
- Durée : 195 min
- Dates de sortie :
  - États-Unis : 21 décembre 1960 (New York)
  - États-Unis : 27 décembre 1960 (Los Angeles)
  - Royaume-Uni : 27 février 1961
  - France : 12 avril 1961
  - Mexique : 26 avril 1962
- Affiche : Jean Mascii (France)

## Distribution
- Cantinflas : Pepe
- Dan Dailey : Ted Holt
- Shirley Jones : Suzie Murphy
- Carlos Montalbán (en) : Rodríguez
- Vicki Trickett (en) : Lupita
- Matt Mattox : Danseur
- Michael Callan : Danseur
- Hank Henry (en) : Manager du Sands
- Suzanne Lloyd : Carmen
- Carlos Rivas : Carlos
- Stephen Bekassy : Bijoutier
- Ernie Kovacs : Inspecteur de l'immigration
- Jay North : Dennis la Menace
- William Demarest : Portier du studio de cinéma
- King Cotton : Don Juan (cheval)

### Cameos
- Maurice Chevalier
- Bing Crosby
- Richard Conte
- Bobby Darin
- Sammy Davis Jr.
- Jimmy Durante
- Zsa Zsa Gabór
- Judy Garland (voix)
- Greer Garson
- Hedda Hopper
- Peter Lawford
- Janet Leigh
- Jack Lemmon
- Dean Martin
- Kim Novak
- Donna Reed
- Debbie Reynolds
- Edward G. Robinson
- Cesar Romero
- Frank Sinatra
- Tony Curtis (non crédité)
- Joey Bishop
- Billie Burke
- Charles Coburn
- André Previn
- Ann B. Davis
- E.E. Fogelson
- Jack Entratter (en)
- Jane Robinson
- Bunny Waters

### Non crédités
- Jeanne Manet : une française
- Dorothy Abbott : Une fille
- Leon Alton : Patron du club
- Monya Andre : Invitée VIP
- James Bacon : Barman
- Frank Baker : Piéton
- Steve Baylor : Gardien de parking
- Stephen Bekassy : Vendeur de bijoux
- Lela Bliss : Douairière du Sands
- Chet Brandenburg : Ouvrier d'atelier
- Brad Brown : Patron de casino
- John Burnside : Gardien de parking
- Boyd Cabeen : Invité VIP
- Steve Carruthers : Joueur
- James Cavanaugh : Donneur
- Charles Cirillo : Piéton
- Shirley DeBurgh : Danseuse
- Carol Douglas : Serveuse
- Franklyn Farnum : Patron du Sands
- George Ford : Invité VIP
- Raoul Freeman : Patron de casino
- Bonnie Green : Danseuse
- Sam Harris : Patron du Sands
- Joe Hyams : Charro
- Kenner G. Kemp : Extra au Sands / Steward
- David Landfield : Annonceur (voix)
- Luba Lisa : Danseuse (au côté de Maurice Chevalier)
- Margie Nelson : Patronne
- Murray Pollack : Patron de casino
- Snub Pollard : Patron du Sands
- Jose Portugal : Invité VIP
- Fred Rapport : Invité VIP
- Francisco Reiguera : Prêtre
- Mitchell Rhein : Patron de casino
- Freddie Roberto : Caissier
- Victor Romito : Invité VIP
- Mark Russell : Patron de casino
- Tony Santoro : Piéton
- Jeffrey Sayre : Invité VIP
- Billy Snyder : Joueur
- Bert Stevens : Piéton
- Tim Taylor : Invité VIP
- Ray Walker : Directeur adjoint de Wilder
- James Waters : Joueur
- Robert B. Williams : Officier de l'immigration

## Production
En août 1957, George Sidney Productions annonça que Leonard Spigelgass travaillait sur le scénario d'un film pour Cantinflas appelé Magic. En novembre de cette même année Sidney a annoncé que le film s'appelait Pepe. Le film était basé sur une revue musicale autrichienne, Broadway Zauber ("Broadway Magic"), dont les débuts à Vienne en 1935 avait été vus par Variety. En avril 1959, des contrats ont été signés avec Columbia pour produire et sortir le film. George Sidney devait le réaliser et le co-produire, sous sa propre bannière, avec Jacques Gelman (en), responsable des films de Posa International. George Sidney a rappelé plus tard « qu'il y avait des problèmes de logistique pour tourner dans deux pays avec une grève d'écrivains en même temps. Il était difficile de planifier avec telle ou telle personne et de rassembler tout le monde. Tourner au Mexique avec deux équipes là-bas a posé des problèmes. Je faisais des allers-retours et chaque fois que j'étais à un endroit, je devais être à un autre endroit ». Il avait annoncer qu'à cause de la grève des scénaristes, Durante et Cantiflas ont dû improviser leur scène ensemble. « Cela s'est avéré assez drôle », a déclaré Sidney. « Le studio pensait que nous avions embauché des scénaristes sur le marché noir ». 
C'était le premier film de Judy Garland depuis la sortie de Une étoile est née en 1954. Elle devait faire une apparition à l'écran. Cependant, elle se remettait toujours d'une maladie et les producteurs ont décidé de la limiter à une chanson.

## Lieux de tournage
Le tournage s'est déroulé de février à juin 1960 au Mexique et aux États-Unis.

## Réception
Bosley Crowther du New York Times n'a pas été impressionné. « Les talents rares et merveilleux du comédien mexicain Cantinflas, qui a été joliment présenté au grand public en tant que valet dans Le Tour du monde en quatre-vingts jours, sont pitoyablement dépensés et dissipés au milieu d'une grande masse de scories hollywoodiennes dans le Pepe surdimensionné et surpeuplé, qui a ouvert au Criterion hier soir ».
Variety a déclaré qu'il y avait une « richesse de divertissement » ainsi que des « points ennuyeux ».

## Album de la bande originale
La bande originale a été publiée en 1960 par Colpix Records aux États-Unis (CP 507) et Pye International Records (en) au Royaume-Uni (NPL 28015). 
Les pistes étaient :

### Face 1

#### Pepe(en)
- Paroles : Dory Previn (en)
- Musique : Hans Wittstatt
- Chantée par : Shirley Jones

#### Mimi
- Paroles : Lorenz Hart
- Musique : Richard Rodgers
- Chantée par : Maurice Chevalier, Cantinflas et Dan Dailey

#### September Song
- Paroles : Maxwell Anderson
- Musique : Kurt Weill
- Chantée par : Maurice Chevalier

#### Hooray for Hollywood(en)
- Paroles : Johnny Mercer
- Musique : Richard A. Whiting
- Chantée par : Sammy Davis Jr.

#### The Rumble (version orchestrale)
- Musique : André Previn
- Chantée par : André Previn

### Face 2

#### That's How It Went, All Right
- Paroles : Dory Previn (en)
- Musique : André Previn
- Chantée par : Bobby Darin

#### The Faraway Part of Town
- Paroles : Dory Previn (en)
- Musique : André Previn
- Chantée par : Judy Garland

#### Thème de Suzy (version orchestrale)
- Musique : Johnny Green

#### Pennies from Heaven
- Paroles : Johnny Burke
- Musique : Arthur Johnston (en)
- Chantée par : Bing Crosby

#### Let's Do It, Let's Fall in Love
- Paroles : Cole Porter
- Chantée par : Bing Crosby

#### South of the Border(en)
- Paroles : Jimmy Kennedy et Michael Carr
- Chantée par : Bing Crosby

#### Lovely Day (Concha Nacar)
- Paroles : María Teresa Lara (en)
- Musique : Agustín Lara
- Chantée par : Dory Previn (en)

## Distinctions

### Récompenses
- Laurel Awards (1961) : 
  - Lauréat : Meilleure comédie musicale
  - Lauréat : Meilleure actrice de comédie pour Janet Leigh
  - 5ème place : Meilleur acteur de comédie pour Cantinflas
  - 5ème place : Meilleure partition musicale pour André Previn

### Nominations
- 33e cérémonie des Oscars : 
  - Meilleure photographie (couleur) pour Joseph MacDonald
  - Meilleure direction artistique (couleur) pour Ted Haworth et William Kiernan
  - Meilleurs costumes (couleur) pour Edith Head
  - Meilleur son pour Charles Rice (en) (Columbia SSD)
  - Meilleure musique de film (comédie musicale) pour Johnny Green
  - Meilleure chanson pour André Previn (musique) et Dory Previn (en) (paroles) pour Faraway Part of Town
  - Meilleur montage pour Viola Lawrence et Al Clark

- 18e cérémonie des Golden Globes :
  - Meilleur film musical
  - Meilleur acteur dans un film musical ou une comédie pour Cantinflas dans le rôle de Pepe
  - Meilleure musique de film pour Johnny Green

## Adaptation
- Dell Comics Four Color #1194 (Avril 1961)[7]